# Inimicus gruzovi
Inimicus gruzovi är en fiskart som beskrevs av Mandrytsa, 1991. Inimicus gruzovi ingår i släktet Inimicus och familjen Synanceiidae. Inga underarter finns listade i Catalogue of Life.